# Aegiphila ferruginea
Aegiphila ferruginea là một loài thực vật có hoa trong họ Hoa môi. Loài này được Hayek & Spruce mô tả khoa học đầu tiên năm 1909.